# 437
Період падіння Західної Римської імперії. У Східній Римській імперії триває правління Феодосія II. У Західній правління Валентиніана III, значна частина території окупована варварами, зокрема в Іберії утворилося Вестготське королівство. У Китаї правління династії Лю Сун. В Індії правління імперії Гуптів. У Японії триває період Ямато. У Персії править династія Сассанідів.
На території лісостепової України Черняхівська культура. У Північному Причорномор'ї готи й сармати. Історики VI століття згадують плем'я антів, що мешкало на території сучасної України приблизно з IV сторіччя. З'явилися гуни, підкорили остготів та аланів й приєднали їх до себе.

## Події
- Флавій Аецій, військовий магістр Західної Римської імперії, відігнав вестготів від Нарбонна і підписав із ними мирний договір.
- Імператору Західної Римської імперії Валентиніану III виповнилося 18 років. Він одружився з Ліцінією Євдоксією, донькою імператора Східної Римської імперії Феодосія II, зміцнивши зв'язки між двома імперіями. Однак його мати Галла Плацидія та Флавій Аецій і далі зберігали значний вплив.
- Лідер романо-британців Амбросій Авреліан здобув перемогу над англосаксами Вортігерна.

## Народились
- Хільдерік I, вождь салічних франків.